# Baby K
Claudia Judith Naum conhecida artisticamente como Baby K (Singapura, 5 de fevereiro de 1983) é uma cantora, compositora, rapper e modelo italiana nascida em Singapura. Ela é conhecida principalmente por seus hits "Killer", gravado com Tiziano Ferro e "Roma-Bangkok", um duo com Giusy Ferreri, que foi o single mais vendido de 2015 na Itália.

## Infância e início de carreira
Nascida com pais italianos em Singapura e criada em Londres, ela reside atualmente em Roma, Itália. Participou da Harrow School of Young Musicians, onde conseguiu participar de uma turnê musical na Europa. Em 2000, ela voltou para a Itália depois de uma ausência de dez anos, trabalhando em programas de rádio hip hop.

## Carreira
Seu primeiro ato como artista na cena de rap veio em 2008, quando com o Quadraro Basement, gravou seu primeiro álbum, "SOS", um EP com 5 faixas. Cerca de dois anos depois, ela lançou o single "Femmina Alfa" que teve mais de 10.000 downloads durante os primeiros meses.
Em 2013, lançou seu primeiro álbum oficial solo "Una Seria, produzido pela Sony Music, que alcançou um sucesso notável, atingindo o primeiro lugar no ranking do iTunes e a décima posição no oficial de classificação FIMI. Baby K também foi nomeada na categoria de Melhor Artista Revelação no Pepsi MTV Awards em 2013, ganhando o prêmio. Em setembro de 2013, lançou um novo single "Killer", com Tiziano Ferro. Em 2015, seu single "Roma-Bangkok", com participação de Giusy Ferreri, atingiu o número um nas paradas italianas de música por semanas.

## Dicografia
- Una seria (2013)
- Kiss Kiss Bang Bang (2015)
- Icona (2018)
- Donna sulla Luna (2021)

## Turnês
Principal
- Killer Party (2013)
- Una Seria Tour (2013)
- Club Tour (2016)
- Icona Tour (2019)

Abertura
- Nicki Minaj – Pink Friday Tour (2012)

Guest
- Lali – Soy Tour (2017)[7]